# كارول جوبل
كارول آن جوبل (مواليد 10 نيسان/أبريل 1961) هي أكاديمية بريطانية وأستاذة علوم الكمبيوتر في جامعة مانشستر. كما تُعد الباحثة الرئيسية في مختبرات ماي جريد(بالإنجليزية: myGrid)‏ كما أنها تقود مشاريع وفرق عدة من بينها فريق إدارة المعلومات رفقة نورمان باتون.

## التعليم
تلَّقت جوبل تعليمها في مدرس ميدستون المتوسطة للبنات. واصلت دراستها ومسيرتها الأكاديمية في كلية علوم الحاسوب جامعة مانشستر حيث حصلت على شهادة البكالوريوس في علوم الحاسبات ونظم المعلومات عام 1979، ثم عام 1982.

## البحث
تتركز اهتماماتها البحثية في الحوسبة الشبكية، الشبكات الدلالية،  والويب الدلاليثم الأنطولوجيا،  العلوم الإلكترونية ومجال المعلوماتية الطبية،  والمعلوماتية الحيوية. ترى جوبل أن التقدم في المعرفة والتكنولوجيات يتعلق بسير العمل  وبكيفية حل مشاكل إدارة المعلومات في مختلف التخصصات. وقد نجحت في تأمين التمويل من الاتحاد الأوروبي ووكالة مشاريع أبحاث الدفاع المتقدمة في الولايات المتحدة والمملكة المتحدة ووكالات تمويل أخرى بما في ذلك مجلس البحوث في الهندسة والعلوم الفيزيائية (EPSRC)،  مجلس بحوث التكنولوجيا الحيوية والعلوم البيولوجية (BBSRC)،  مجلس البحوث الاقتصادية والاجتماعية (ESRC)، مجلس البحوث الطبية (MRC)، وزارة الصحة ووزارة التجارة والصناعة.
نُشرت أعمالها في مجموعة من المجلات الرائدة من بينها مجلة أبحاث الأحماض النووية، المعلوماتية الحيوية,  IEEE الكمبيوتر، المجلة الطبية الحيوية،  إحاطات في المعلوماتية الحيوية،  الذكاء الاصطناعي في الطب، المجلة الدولية التعاونية في نظم المعلومات، مجلة المعلوماتية الحيوية الطبية،  وطبيعة علم الوراثة، 

## الجوائز والأوسمة

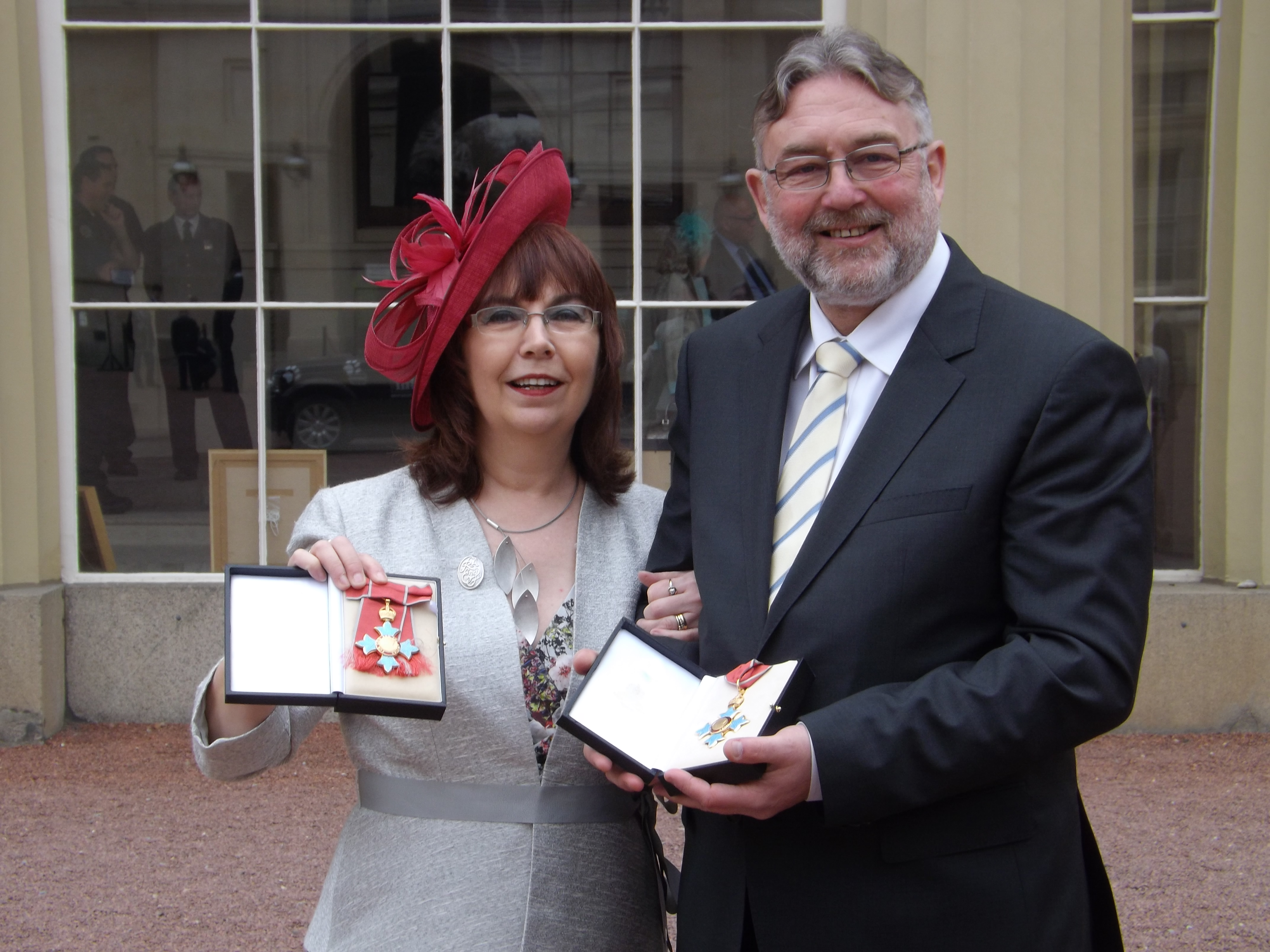
كارول جوبل في قصر باكنغهام رفقه دوغلاس كيل بعد نيلها لوسام رتبة الإمبراطورية البريطانية.

حصلت جوبل على جائزة جيم غراي في العلوم الإلكترونية في كانون الأول/ديسمبر 2008. كما حصلت على جائزة أخرى تقديرية من شركة مايكروسوفت بسبب عملها على مساعدة العلماء في كيفية تكثيف البيانات والاستفادة منها في المجال العلمي.
فاز أيضا بجائزة أفضل مقال في مؤتمر الثالث الدولي لعلوم الحوسبة الشبكية (عُقد عام 2007) كما فازت بجائزة شرفية أخرى قدَّمتها لها رابطة مكائن الحوسبة في المؤتمر الدولي الحادي عشر حول النص التشعبي. في عام 2002 كانت تُشرف على شركة صن مايكروسيستمز ولها إنجازات كبيرة في تطوير الحياة وعلوم الحوسبة؛ حتى أنها أعطت الأساسات والأساسيات في العديد من المنتديات بما في ذلك المؤتمرات الدولية حول المعالجات الرقمية، والعلوم والاجتماعية، وحوسبة الشبكة الذكية وأنظمة علم الأحياء الجزيئي، قدَّمت ندوة أخرى حول النص التشعبي والوسائط الفائقة، وبالبرامج مفتوحة المصدر المؤتمر كما لها محاضرات أخرى في الذكاء الاصطناعي،  علم أنظمة الأحياء، علم الاكتشاف، الويب الدلالي،  وعلم المعلوماتية الطبية.
حصلت جوبل على وسام الإمبراطورية البريطانية (CBE) مطلع عام 2014 مع مرتبة الشرف من أجل خدمة العلم. وحصلت على زمالة في الأكاديمية الملكية للهندسة في عام 2010. ثم في كانون الثاني/يناير 2018 حصلت جوبل على شهادة دكتوراه فخرية من جامعة ماستريخت.